# Autobianchi A112
Autobianchi A112 — супермини, выпускавшийся итальянской компанией Autobianchi (дочернее подразделение Fiat) с 1969 по 1986 год. Основанный на узлах Fiat 127, он сменил собой модели Bianchina и Primula. В дальнейшем A112 был заменён на модель Y10 (более известную под маркой Lancia Y10). Всего выпущено более 1,2 млн машин на заводе в Милане.

## История

### Первое поколение (1969—1973)
Автомобиль был введён в производство в 1969 году. A112 выпускалась преимущественно с кузовом 3-дверный хетчбэк. Первоначально она оснащалась двигателем от Fiat 850 рабочим объёмом 903 см³ мощностью 42 л. с. (31 кВт). Autobianchi A112 являлся переднеприводным автомобилем; в дальнейшем его конфигурация заимствовалась Fiat 127 и его производными. В 1971 году заявленная мощность возросла до 47 л. с. (35 кВт) без каких-либо изменений двигателя.
В сентябре 1971 года вводится комплектация A112 E («E» — сокращение от «Elegant»), отличавшаяся более комфортабельными сидениями, улучшенной отделкой и 5-ступенчатой механической трансмиссией. Механика была идентична стандартной модификации («Normale»), но в 1975—1977 годах «Normale» оснащались менее мощными двигателями.

### Второе поколение (1973—1975)

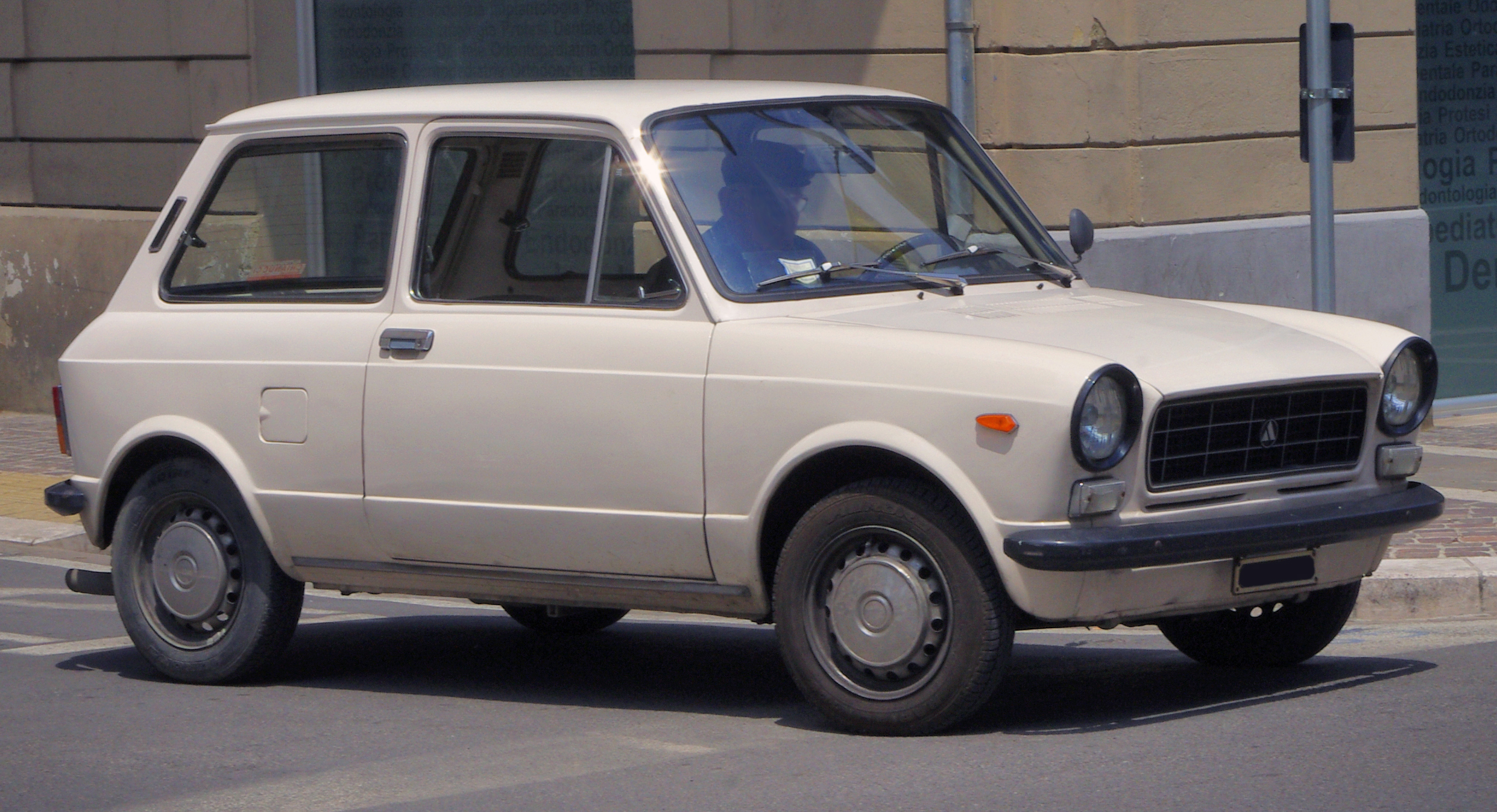
A112 Normale второго поколения

В марте 1973 года A112 подверглись незначительному рестайлингу, получив новые решётки радиатора с крупной сеткой и резиновые бамперы с хромированной вставкой (хотя стандартная комплектация «Normale» по-прежнему оснащается старыми хромированными бамперами). Изменения включали в себя также обновлённую обивку и приборную панель. «Abarth» получает обивку с «шахматным» рисунком.

### Третье поколение (1975—1977)
В 1975 году A112 получает новый, пятиместный салон (ранее — четырёхместный). Автомобили третьего поколения отличаются гораздо бо́льшими вентиляционными отверстиями по бокам задних крыльев, а также фонарями заднего хода от модификаций «Elegant» и «Abarth». «Elegant» получает более мощный двигатель (70 л. с.), а «Normale», напротив, теряет её до 42 л. с. с июля 1975 года. В 1976 году в связи с введением новых стандартов по вредным выбросам мощность «Elegant» падает до 45 л. с. (33 кВт). «Normale» всё ещё оснащаются металлическими бамперами, но окрашенные в чёрный цвет и без резиновых вставок.

### Четвёртое поколение (1977—1979)

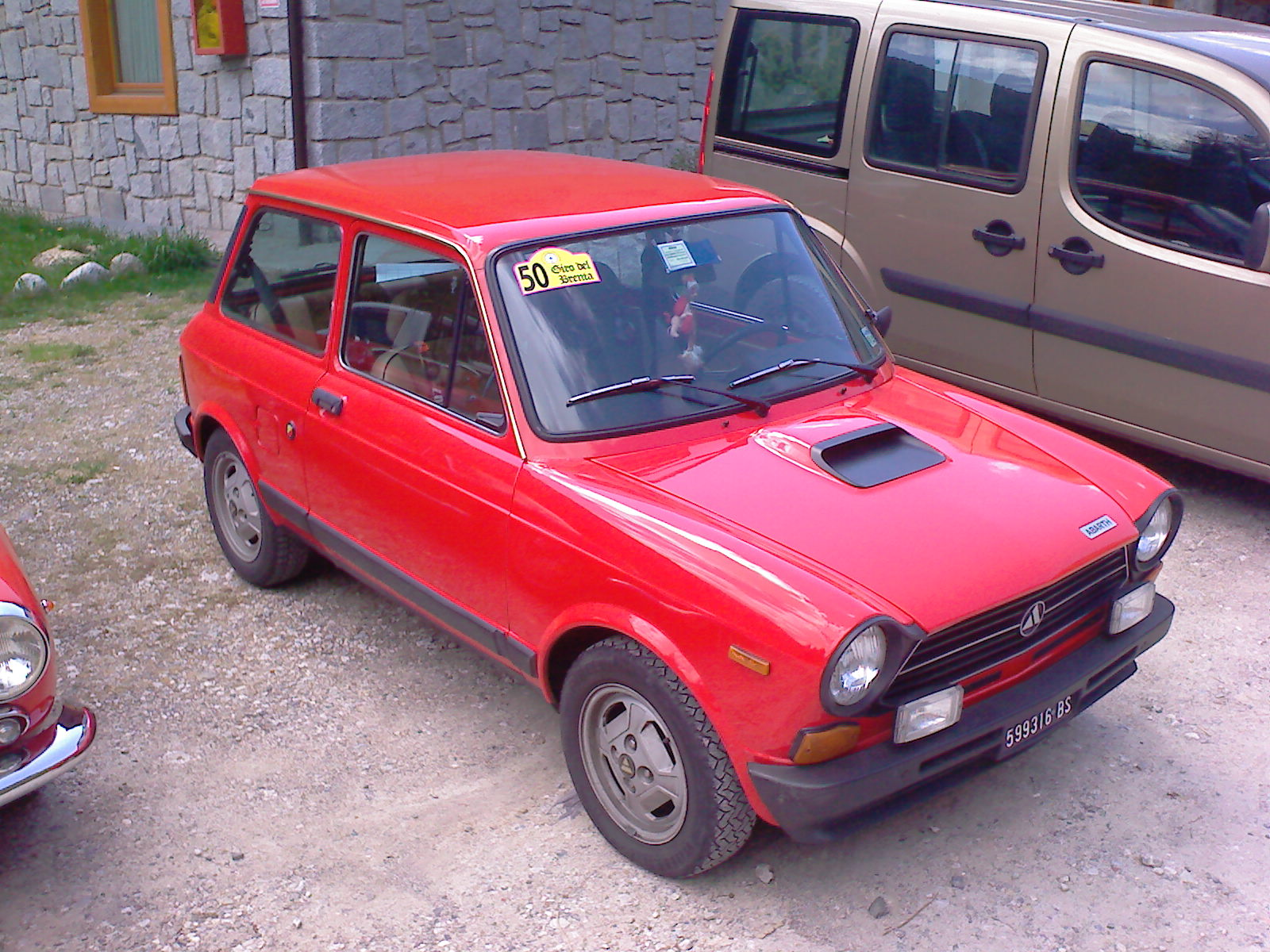
A112 Abarth четвёртого поколения

В ноябре 1977 года представлена «Nuova A112», наиболее заметным отличием которой являлась чуть приподнятая крыша, что позволило увеличить вместительность салона. «Люксовая» версия «A112 Elegant» получает новый мотор объёмом 965 см³ (48 л. с., 35 кВт) с лучшим крутящим моментом. Чуть позднее вводятся комплектации A112 Elite и A112 LX с более комфортабельным интерьером.
Двигатель комплектации «A112 Normale» (903 см³) остаётся неизменным.

### Пятое поколение (1979—1982)

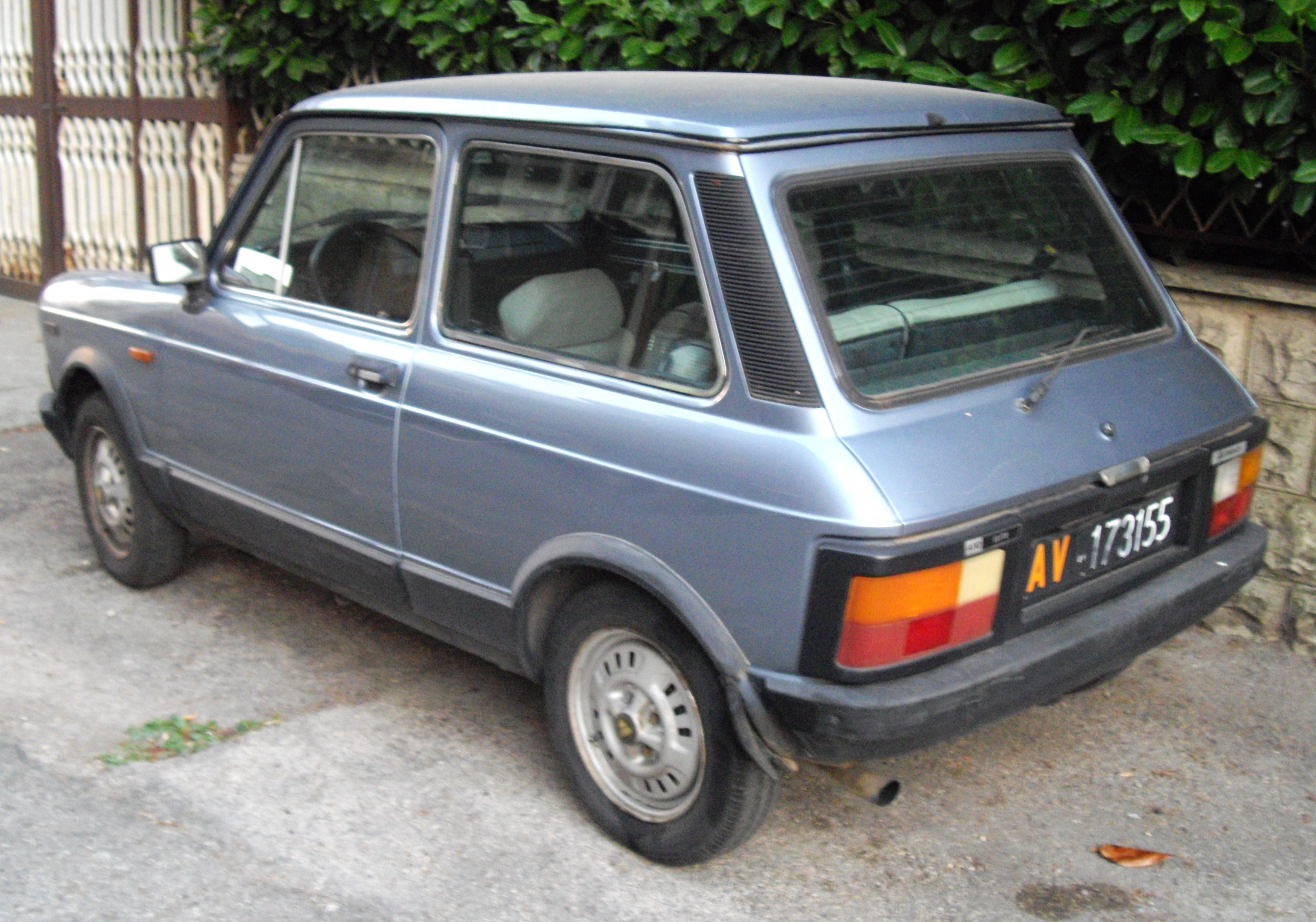
A112 Elite пятого поколения

В июле 1979 года A112 претерпевает небольшие изменения, получив обновлённую решётку радиатора, чёрные пластиковые накладки на задней панели и задних стойках. Кроме того, некоторые комплектации вновь получают 5-ступенчатую механическую коробку передач. Пятая передача являлась ускоряющей (overgear), передаточные числа четырёх низших и задней передачи остались прежними. За исключением новой трансмиссии, никакие другие заметные технические изменения не вводились.
В этот период произошли изменения в списке комплектаций — «Normale» переименована в «Junior», а также добавлена новая высшая комплектация «Elegant» (выше «Elite»). В комплектацию «Abarth» добавлены легкосплавные диски и противотуманные фары. Небольшие изменения коснулись интерьера. Весь спектр моделей получил опциональный очиститель заднего стекла.

### Шестое поколение (1982—1984)

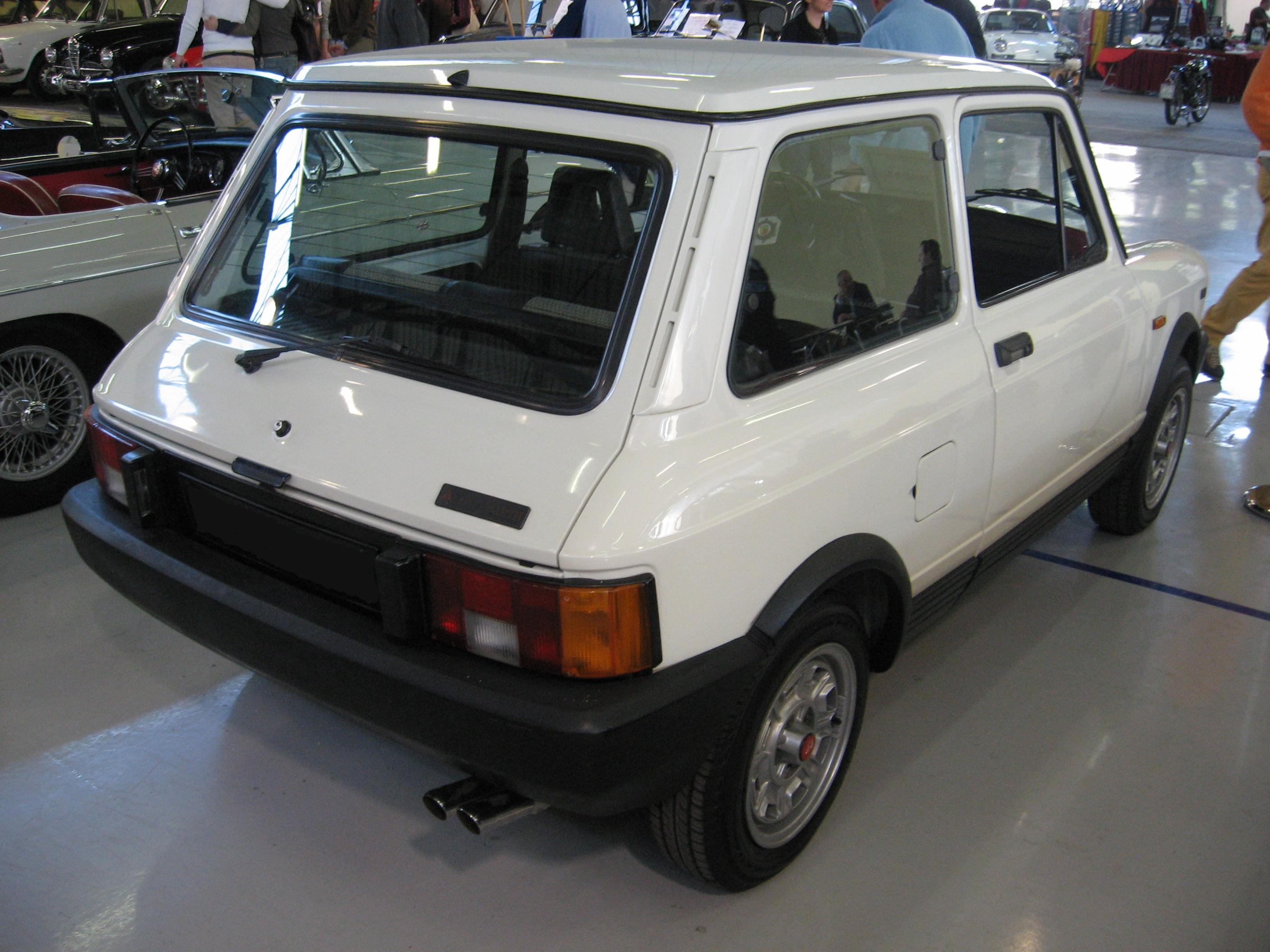
A112 Abarth шестого поколения

Осенью 1982 года A112 лишается пластиковых накладок, получает новые бамперы и радиаторную решётку. В то же время полностью перерабатывается интерьер. Машины шестого поколения имели окрашенные в цвет кузова вентиляционные отверстия на задних стойках и подфарники на переднем бампере. Добавляется новая комплектация — «LX», отличавшаяся тонированными стёклами, сидениями с бархатной отделкой, электрическими стеклоподъёмниками, окраской «металлик» и цифровыми часами. Технически, «LX» была полностью идентична «Elite» с 5-ступенчатой МКПП и мотором 965 см³. Комплектация «Elegant» исключается и на вершине вновь оказывается «Elite».
Впервые A112 экспортируется под маркой Lancia для рынков Швеции и Швейцарии. Автомобили для Швейцарии оснащались 965 см³ двигателем, как и модели «Elite» и «LX».

### Седьмое поколение (1984—1986)

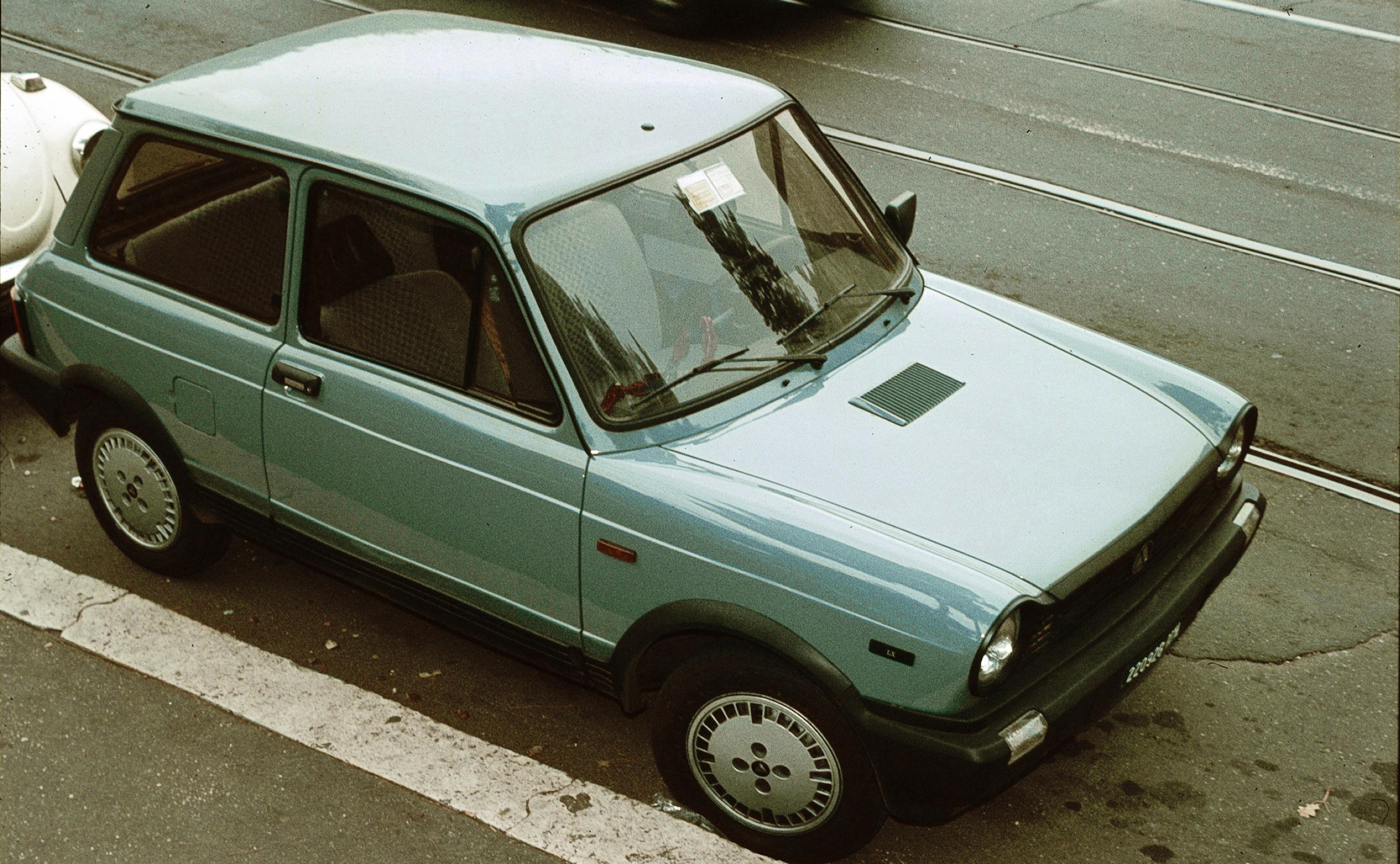
A112 LX седьмого поколения

Представленная в 1984 году седьмая серия очень незначительно отличалась от предыдущей. Изменения касались преимущественно внешней отделки. Изменились задние фонари, задний номерной знак переместился на бампер. «Abarth» получил в стандартной модификации противотуманные фары, опциональные для других. Также модификации различалась колёсными колпаками. Подфарники на переднем бампере меняют цвет с оранжевого на белый.

### Восьмое поколение (1985—1986)
После появления нового Autobianchi Y10 в 1985 году, диапазон модификаций A112 был значительно сокращён — в нём сохранилась только комплектация Junior, отныне называвшаяся просто как Autobianchi A112. За исключением смены названия не последовало никаких косметических и конструктивных изменений. Производство продолжалось до 1986 года. Всего было произведено около 1254178 машин.

## A112 Abarth

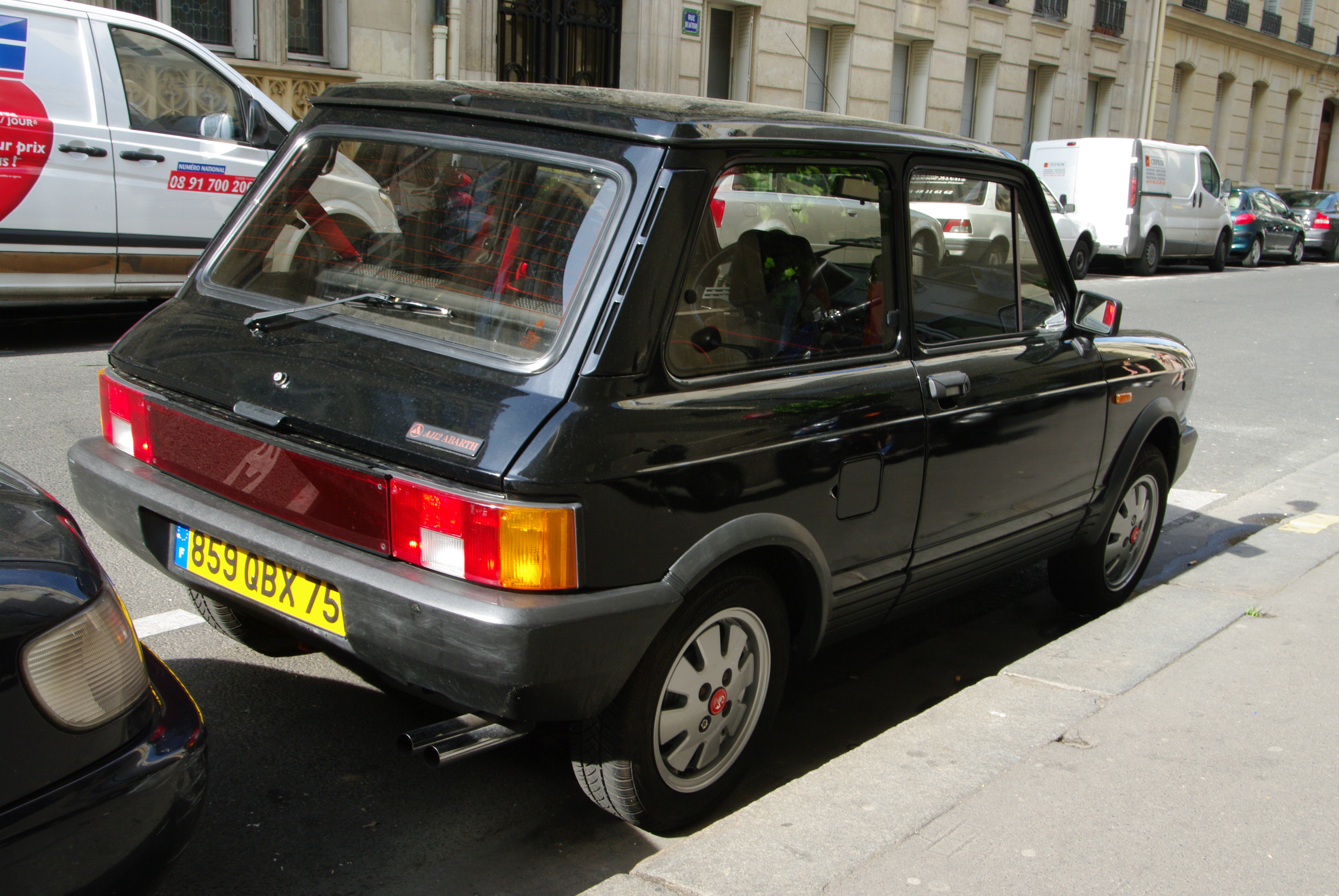
A112 Abarth седьмого поколения

Модель A112 Abarth была представлена в сентябре 1971 года, первоначально под индексом «Elegant». В создании этой машины участвовало спортивное подразделение Fiat Group. Первые машины имели двигатель объёмом 982 см³, спортивные выхлопные трубы, двойной карбюратор, различные распределительные валы. В 1975 году объём повысился до 1050 см³, а мощность — с 58 л. с. (43 кВт) до 70 л. с. (51 кВт) при 6600 об/мин и массе 700 кг. До 1976 года мог устанавливаться на выбор любой из этих двигателей. Модели A112 1975 года использовали 5-ступенчатую МКПП.
Автомобиль участвовал во многих ралли и заездах в Европе, пользовался популярностью среди молодых любителей быстрой езды. Гонщик «Формулы-1» Оливье Панис однажды попал в автокатастрофу, управляя A112 Abarth.
С 1982 года этот автомобиль продавался под маркой Lancia A112 на некоторых рынках за пределами Италии.
Также A112 Abarth присутствует в игре Gran Turismo 4.